# Spatalina
Spatalina is een geslacht van vlinders van de familie tandvlinders (Notodontidae).

## Soorten
- S. argentata Moore, 1879
- S. birmalina Bryk, 1950
- S. desiccata Kiriakoff, 1963
- S. ferruginosa Moore, 1879